# Сирмапоси (Сирмапосинское сельское поселение)
Сирмапо́си (чув. Çырмапуç) — деревня в Чебоксарском районе Чувашской Республики, входит в состав Сирмапосинского сельского поселения.

## География
Расстояние до столицы республики, города Чебоксары, составляет 14 км, до районного центра, посёлка Кугеси, — 2 км, до железнодорожной станции — 14 км. Деревня расположена у автодороги федерального значения М7 «Волга». 
Часовой пояс
Деревня Сирмапоси, как и вся Чувашская Республика, находится в часовой зоне МСК (московское время). Смещение применяемого времени относительно UTC составляет +3:00.
Административно-территориальная принадлежность
В составе: Кувшинской (до 1862 года), Тогашевской волостей Чебоксарского уезда (до 1 октября 1927 года), Чебоксарского района:234. 

Сельские советы: Кугесьский (с 1 октября 1927 года), Абашевский (с 27 сентября 1951 года), Кугесьский (с 1 октября 1959 года), Икковский (3 декабря 1979 года):234. С 1991 года — в составе Сирмапосинской сельской администрации (с 1 января 2006 года — Сирмапосинское сельское поселение). 

## История
Деревня появилась в XIX — начале XX века как выселок деревни Тогашево (ныне деревня Кивсерткасы). Жители — до 1866 года государственные крестьяне; занимались земледелием, животноводством, кулеткачеством. В 1931 году образован колхоз «Печик-ой». В 1951 году деревни Сирмапоси, Карандайкасы и Чиршкасы объединились в колхоз им. Куйбышева. 

По состоянию на 1 мая 1981 года населённые пункты Икковского сельского совета (в том числе деревня Сирмапоси) — в составе колхоза им. Куйбышева:104.

## Название
- В переводе с чувашского «Верховье ручья»[8].
- От чув. ҫырма «овраг», пуҫ/пуҫӗ «начало, голова»[9].

Прежние названия
Сирма-пось (Тогашева) (1897), Сирма-пось (1907).

## Население
| 2010 | 2012 |
| ---- | ---- |
| 187  | ↘178 |

Согласно переписи населения 1897 года в деревне Сирма-пось (Тогашева) Тогашевской волости Чебоксарского уезда проживали 140 человек, чуваши.

В 1907 году население деревни Сирма-пось Тогашевской волости Чебоксарского уезда составляло 169 человек, чуваши.

По данным Всероссийской переписи населения 2002 года в деревне Сирмапоси Сирмапосинского сельского совета проживал 161 человек, преобладающая национальность — чуваши (93%).

## Инфраструктура
Функционирует СХПК «Колхоз им. Куйбышева» (по состоянию на 2010 год).